# Glossina palpalis
Glossina palpalis es una especie de insecto del género Glossina (llamadas moscas tsetsé) del orden de las moscas, este género es el principal vector de la enfermedad del sueño africana en África tropical.

## Características
La clasificación de las especies de mosca tsetsé se basa principalmente en la morfología de los genitales, aunque los grupos también se distinguen por diferencias en la ecología, composición química de la cutícula y feromonas de especies individuales. En G. palpalis,  las hembras tienen seis placas genitales. Considerando únicamente la disposición y la integridad del conjunto de placas genitales, se puede concluir que este es el grupo más primario de moscas tsetsé.
Los machos reconocen a las hembras principalmente debido a las feromonas presentes en la cutícula. Son alcanos ramificados de cadena larga con una estructura característica de género y especie. En las hembras, G. palpalis tiene una longitud de cadena de 35 átomos de carbono, con tres grupos metilo laterales separados por tres porciones de metileno  CH
2CH
2CH
2. Hay 6 cromosomas en el grupo de especies de palpalis ( G. fuscipes fuscipes , G. palpalis palpalis , G. tachinoides ): 2n = 6.

## Ocurrencia
G. palpalis se encuentra en las cuencas fluviales que conducen al océano Atlántico y al mar Mediterráneo (no se encuentra en los cursos de agua que conducen al océano Índico). Su hábitat son áreas ubicadas cerca de cursos de agua, a lo largo de las cuales migra en bosques de galería, no ocurre en el cinturón de sabanas, donde hay acceso limitado al agua o "islas forestales".
Hay dos subespecies:
- Glossina palpalis gambiensis: se encuentra al oeste de la sabana que incluye Togo y Benín;
- Glossina palpalis palpalis - principalmente al este de la sabana que cubre Togo y Benín hasta el oeste de Camerún.[2]

## Ecología
Durante el día, descansa sobre las partes leñosas de las plantas y, por la noche, sobre las hojas, a menudo en las copas de los árboles. A medida que aumenta la temperatura diurna, las moscas descansan más cerca del suelo. Donde están presentes tanto G. palpalis como G. morsitans, G. palpalis descansa en la vegetación más baja y G. morsitans en las zonas más altas de la vegetación.
Todas las moscas tsetsé pueden tolerar una humedad elevada, pero la tolerancia a este factor difiere ligeramente entre los grupos. En G. palpalis es de 75 a 80% y en G. morsitans de 60 a 75%. Los cambios de humedad no afectan la fertilidad. G. palpalis en Nigeria sufrió enormes cambios en el clima, que van desde años sin meses de sequía hasta aquellos con 5 meses de sequía.
Los hábitos alimenticios de Glossina dependen de la disponibilidad de alimentos, pero algunas especies tienden a seleccionar huéspedes específicos. G. palpalis es un oportunista y no depende completamente del medio ambiente salvaje; se alimenta principalmente de la sangre de reptiles y humanos, cuando no están disponibles, los grandes mamíferos del bosque se convierten en hospedadores. En África occidental, el cerdo doméstico es una importante fuente de sangre para G. palpalis. La mosca es el vector de los tripanosomas - causa tripanosomiasis en poblaciones de mamíferos, la enfermedad del sueño humana, censura(?) a los animales domésticos (aunque en menor medida, es un vector débil de Trypanosoma congolense). El lugar de la picadura de una mosca en el cuerpo de una persona depende de la especie. G. palpalis suele hacerlo por encima de la cintura y G. tachinoides por debajo de la rodilla.